# Fazenda do Guido
A Fazenda do Guido é um sítio arqueológico situado no município de Ouro Branco, Minas Gerais, constituído de ruínas de edificações da antiga fazenda em que nasceu o inconfidente Cônego Luís Vieira da Silva.  A área pertence atualmente à Gerdau Açominas.
Foi reconhecido como bem arqueológico, com inclusão no Cadastro Nacional de Sítios Arqueológicos do IPHAN.

## Identificação
Em maio de 2016, no local entre os ribeirões Soledade e Passagem, foi encontrado conjunto de vestígios históricos relacionados a Luís Vieira da Silva, figura importante na Inconfidência Mineira. Foi sugerida a realização de uma busca sistemática por vestígios arqueológicos para identificar e delimitar o sítio e sua área circundante.
Ademais, um inventário da Prefeitura de Ouro Branco apontou o abandono do local, a ação das intempéries e os impactos das ferrovias nas proximidades e de atividades como a mineração. Segundo o inventário, tais fatores contribuem para a degradação do entorno do sítio e levam a possíveis danos irreparáveis ao patrimônio arqueológico.

## Cadastro no CNA
Em 2019, a Fazenda do Guido foi incluída no Cadastro Nacional de Sítios Arqueológicos do IPHAN, devido sua alta relevância e integridade acima de 75%. No mesmo ano, o Ministério Público de Minas Gerais alertou que a propriedade estava ameaçada por riscos de danos irreversíveis, devido a invasões, remoção de pedras de estruturas históricas, erosão e atividades agrícolas.
O instrumento do Cadastro de bens arqueológicos foi criado em 1961 e se baseia no conceito ex vi legis: basta o bem existir para que deva ser protegido. A proteção dos bens arqueológicos recebeu reforço com a Resolução CONAMA n° 01/86, que obrigou a realização de Avaliação de Impacto Ambiental para grandes empreendimentos no território nacional, de modo a que os sítios não se perdessem por conta das escavações e movimentações de terra.

## Processo de Tombamento
Em 2016, após a identificação do sítio, o Ministério Público de Minas Gerais recomendou à Prefeitura de Ouro Branco que realizasse a formalização do tombamento das ruínas da Fazenda do Guido para garantir sua proteção efetiva (valores históricos, paisagísticos e turísticos). A empresa Gerdau Açominas, proprietária da área onde o sítio arqueológico está localizado, não concordou com o tombamento voluntário, mas consentiu com a criação de um memorial em homenagem ao Cônego Luís Vieira da Silva.
O Ministério Público destacou a responsabilidade da municipalidade em proteger os bens arqueológicos e implementar uma política de preservação do patrimônio. O tombamento é visto como uma medida essencial para garantir a integridade do bem cultural. Além disso, a viabilidade do direito requerido também foi evidenciada em informações contidas em documento elaborado pela Secretaria Municipal de Cultura e Patrimônio Histórico. A inação do Poder Executivo evidencia o risco de prejuízos ao patrimônio, preenchendo assim o requisito necessário para a concessão da tutela de urgência.

Em documento de 2022, o Ministério Público afirmou que até o momento não tinham sido registradas ações concretas da Prefeitura de Ouro Branco e da Gerdau Açominas, proprietária do terreno, para garantir a proteção adequada da Fazenda do Guido.